# Csaba Madar
Csaba Madar (Püspökladány, 8 ottobre 1974) è un ex calciatore ungherese, di ruolo centrocampista.

## Carriera
Ha giocato in massima serie ungherese in particolare con le maglie di Debrecen e MTK Budapest, vincendo complessivamente cinque titoli nazionali.

### Nazionale
Ha disputato tre presenze con la Nazionale maggiore ungherese.
Fece parte della spedizione con la Nazionale Olimpica ai Giochi di Atlanta 1996, dove segnò due reti in altrettante partite.

## Palmarès
- Nemzeti Bajnokság II: 1

Debrecen: 1992-1993
- Campionato ungherese: 5

Debrecen: 2004-2005, 2005-2006, 2006-2007
MTK Budapest: 1998-1999, 2002-2003
- Supercoppa d'Ungheria: 3

Debrecen: 2005, 2006, 2007